# Duewag

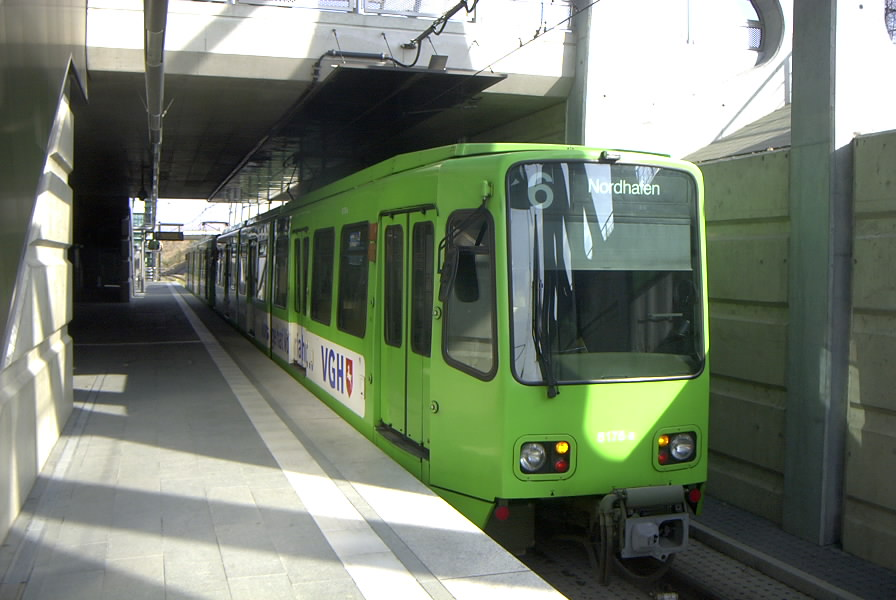
Düwag TW 6000 ledspårvagn på Hanover Stadtbahn

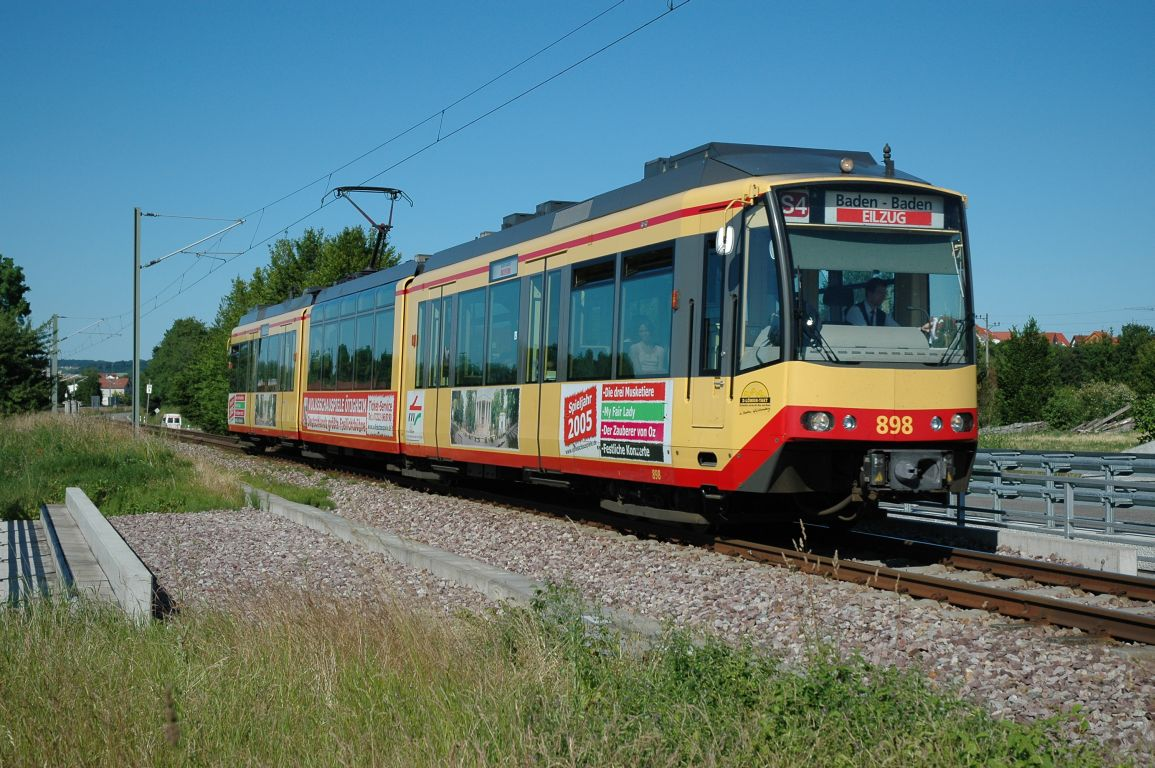
Duospårvagn Duewag GT 8-100 i trafik för Karlsruhe Stadtbahn

Duewag AG var en av Tysklands största tillverkare av rälsfordon, sedan 1989 ingående i Siemens transportation.
Waggon-Fabrik AG Uerdingen grundades 1898 i Uerdingen. Düsseldorfer Waggonfabrik AG grundade 1916 i Düsseldorf med inriktning på tillverkning av spårvagnar.  Waggon-Fabrik Uerdingen köpte aktiemajoriteten i Düsseldorfer Waggonfabrik 1935, varefter järnvägsfordon byggdes i Uerdingen, medan fabriken i Düsseldorf huvudsakligen tillverkade spårvagnar. Varumärket Düwag användes för rälsfordonen.
Från 1935 hade Waggonfabrik Uerdingen AG 75 procent av aktiekapitalet i Düsseldorfer Waggonfabrik AG (köpt av Alstoms tyska dotterföretag Linke-Hofmann-Busch), medan Waggonfabrik Talbot i Aachen hade 25 procent. År 1959 blev Düsseldorfer Waggonfabrik AG ett helägt dotterbolag. 
År 1981 namnändrades Waggon-Fabrik Uerdingen till Duewag AG, i vilket företag Waggonfabrik Talbot hade blivit majoritetsägare. Företaget började då också stava sitt varumärke "Duewag".
Waggonfabrik Talbot, då ett dotterbolag till Siemens, köpte resterande aktier i Duewag 1989. Siemens började 1996 konsolidera sin tillverkning av rälsfordon, och Duewag-divisionen integrerades 2000 i Siemens, där den tillverkade Siemens Combino-spårvagnar.
I fabriken i Uerdingen tillverkades den sista spårvagnen 2012, varefter produktionen av modellen Siemens Avenio flyttade till Wien. Produktion av pe höghastighetståg kvarstannade i Uerdingenfabriken.

## Bildgalleri

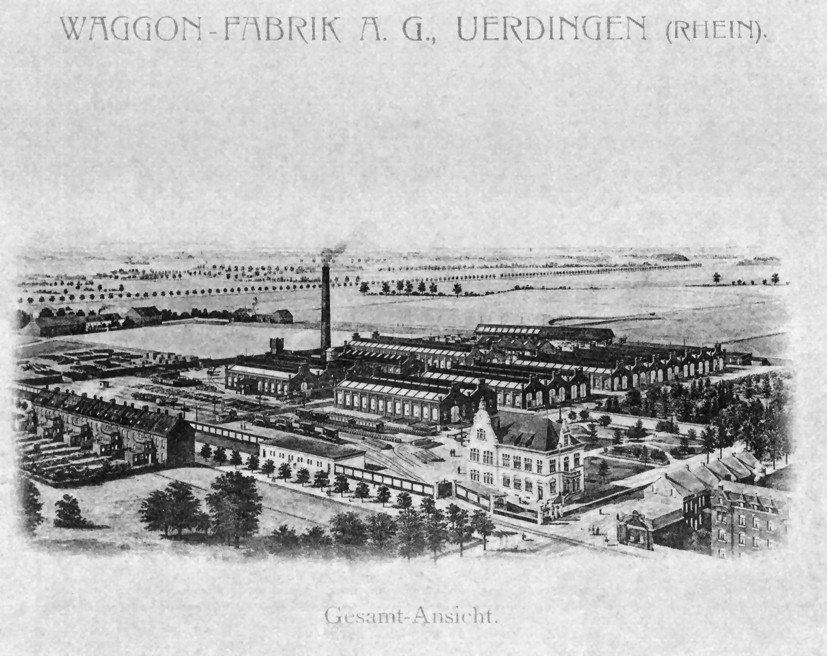
Waggonfabrik Uerdingen 1911
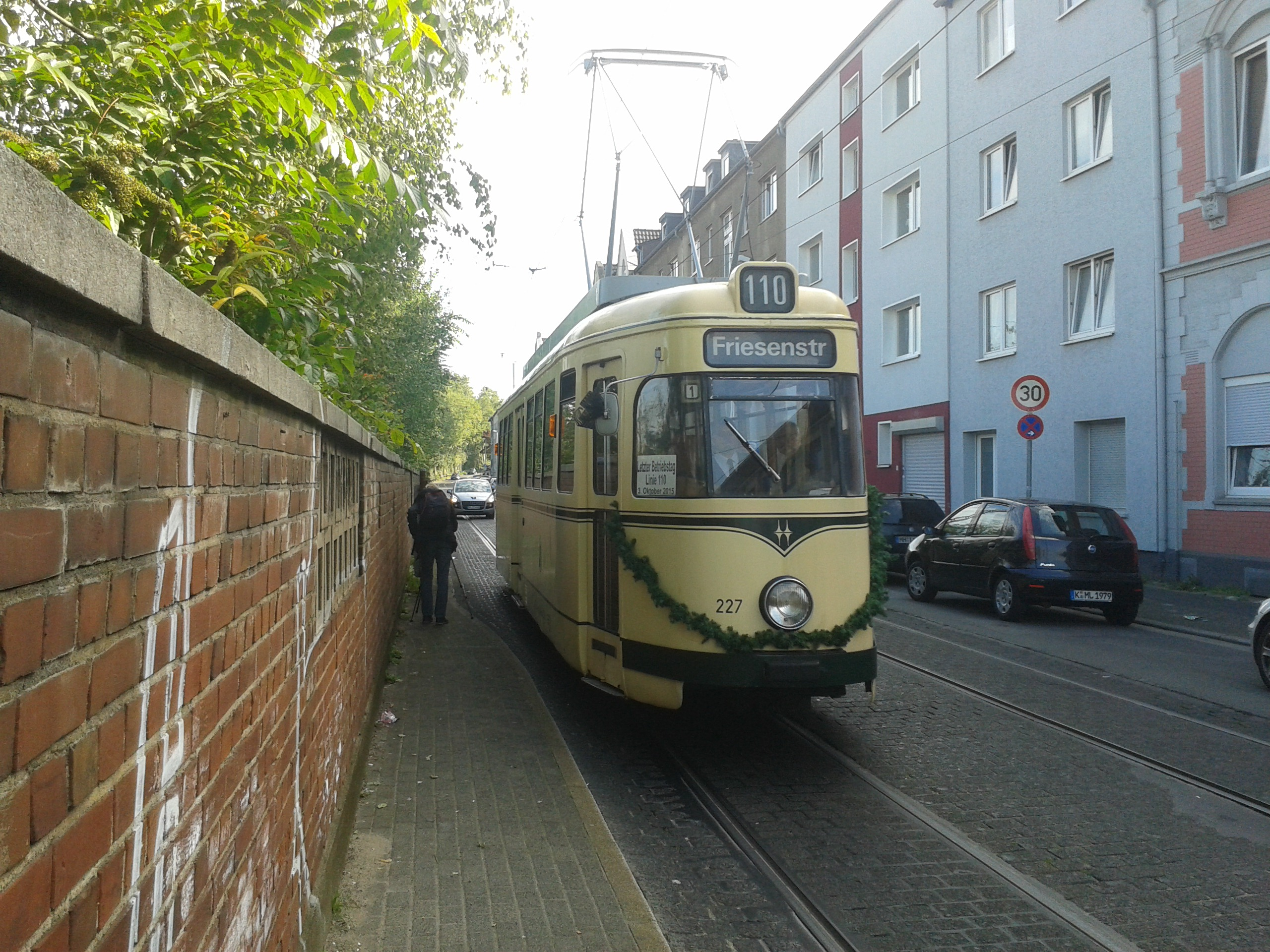
Modell "Grossraum-Triebwagen" vid hållplatsen Meißelstraße i Styrum i Mülheim an der Ruhr, den sista driftdagen den 3 oktober 2015
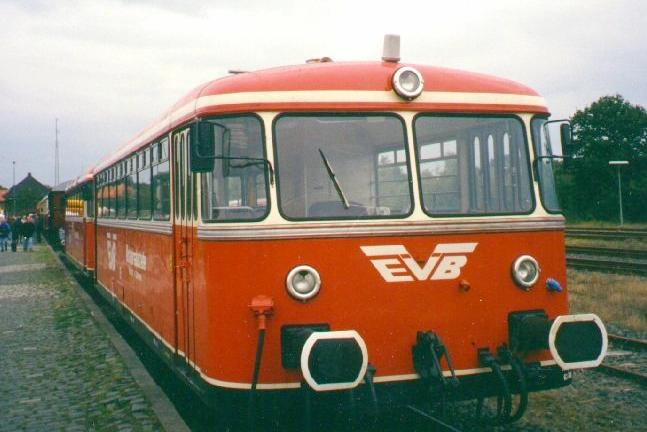
Uerdingen rälsbuss i trafik för Eisenbahnen und Verkehrsbetriebe Elbe-Weser
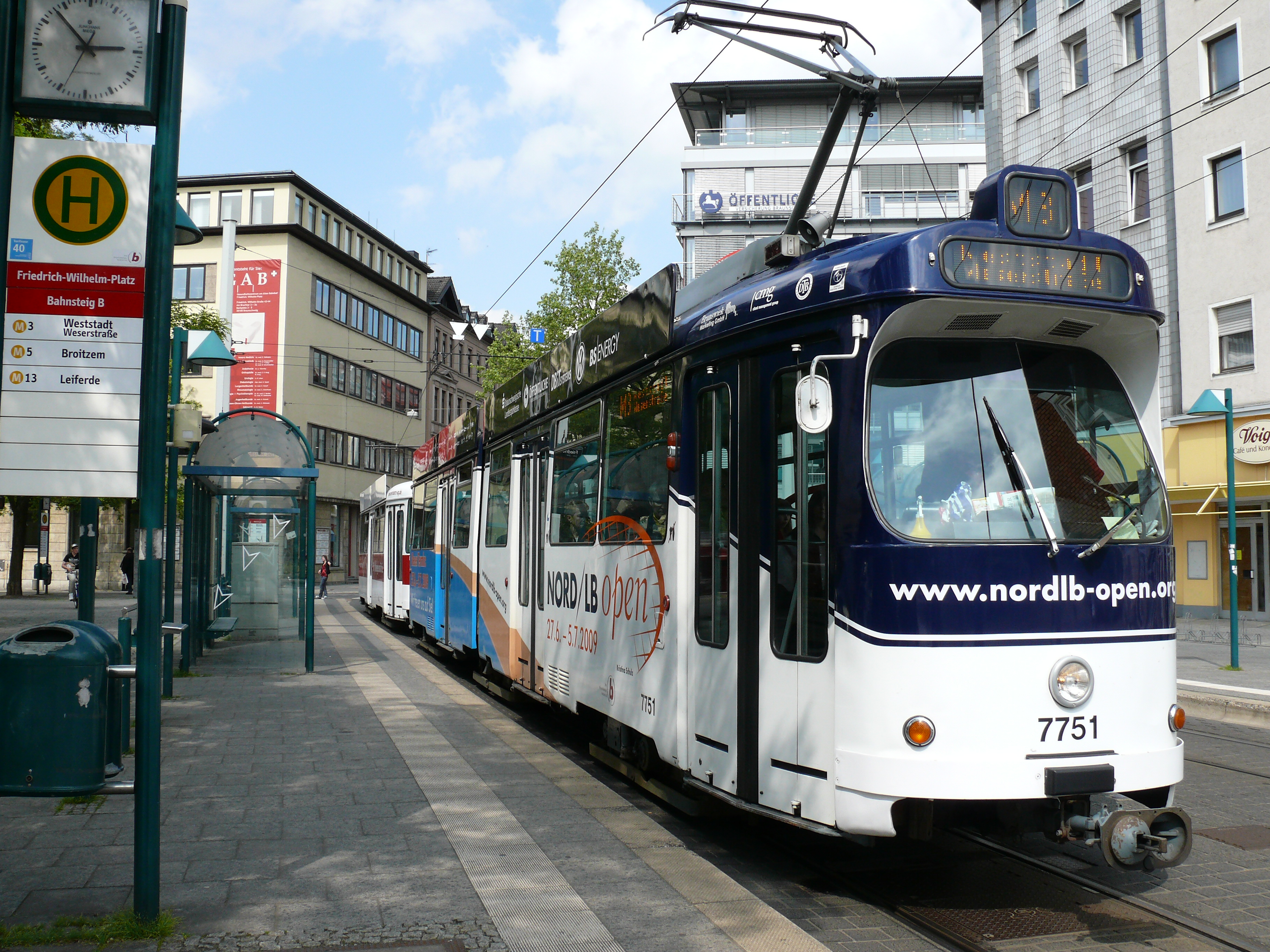
Ledspårvagn modell GT6 på Friedrich-Wilhelm-Platz i Braunschweig
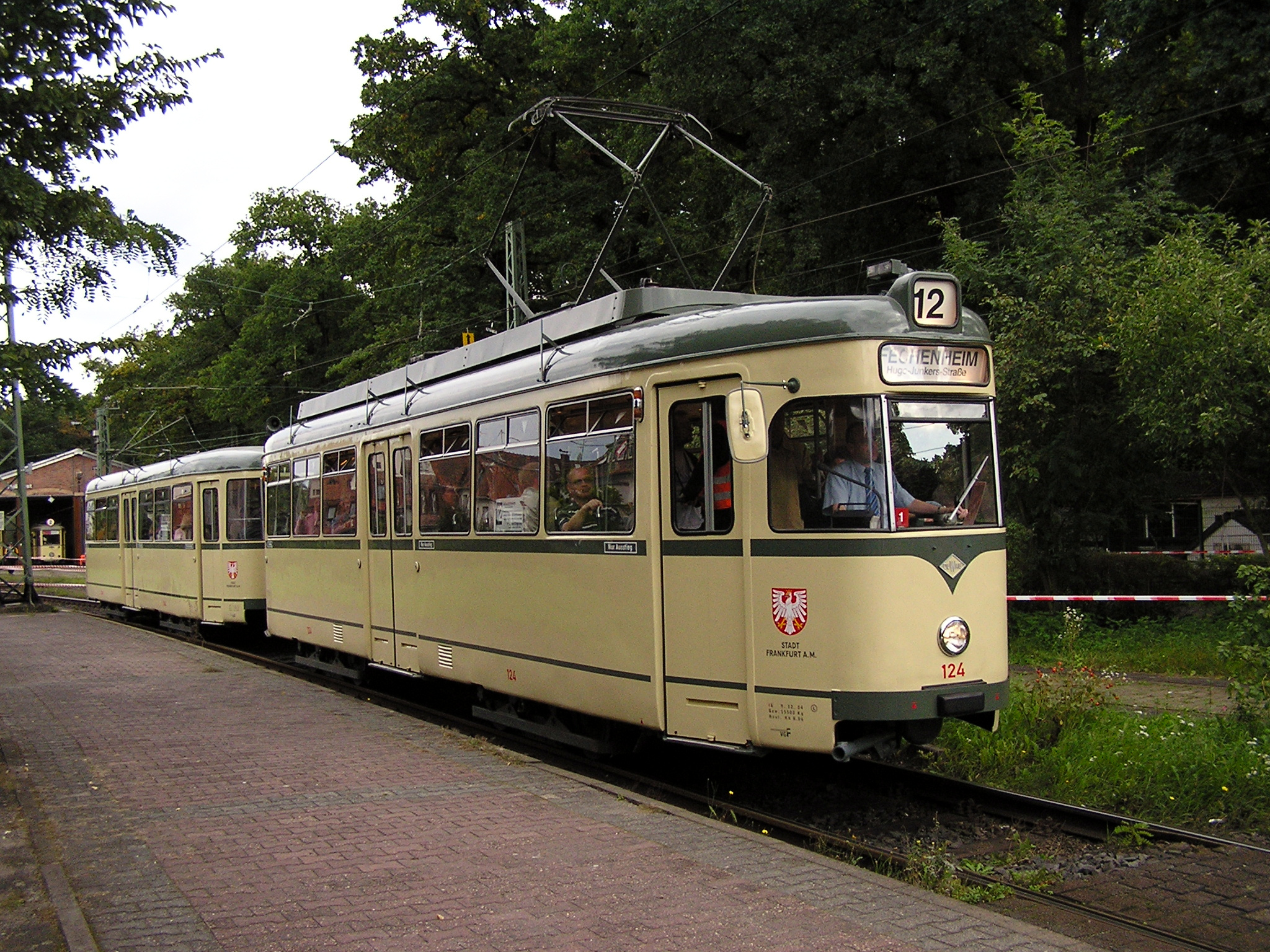
"Grossraum-Triebwagen" med släpvagn i Verkehrsmuseum Frankfurt am Main på veteranspårvagnsdagen 2012
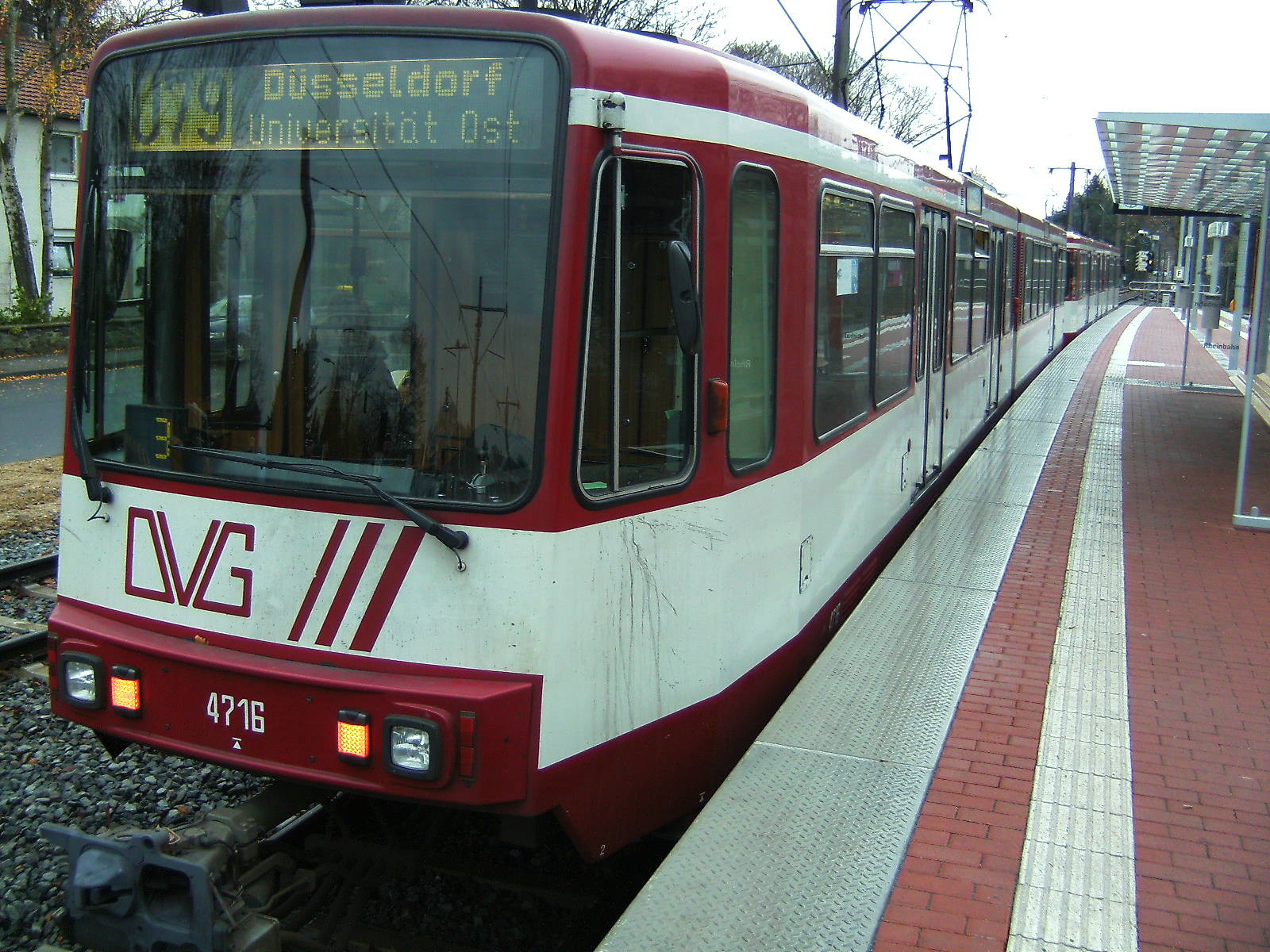
Tunnelbanetåg i Düsseldorf
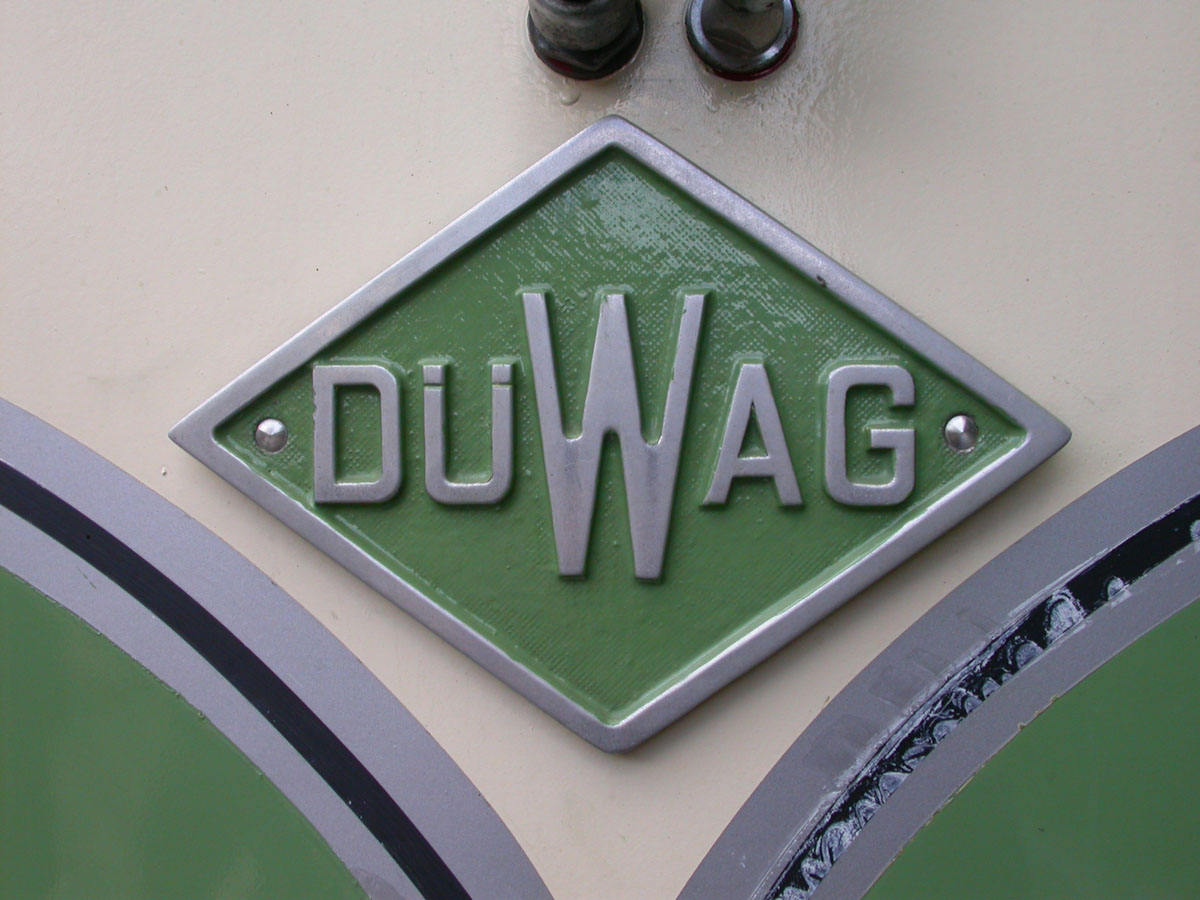
Düwag-logo
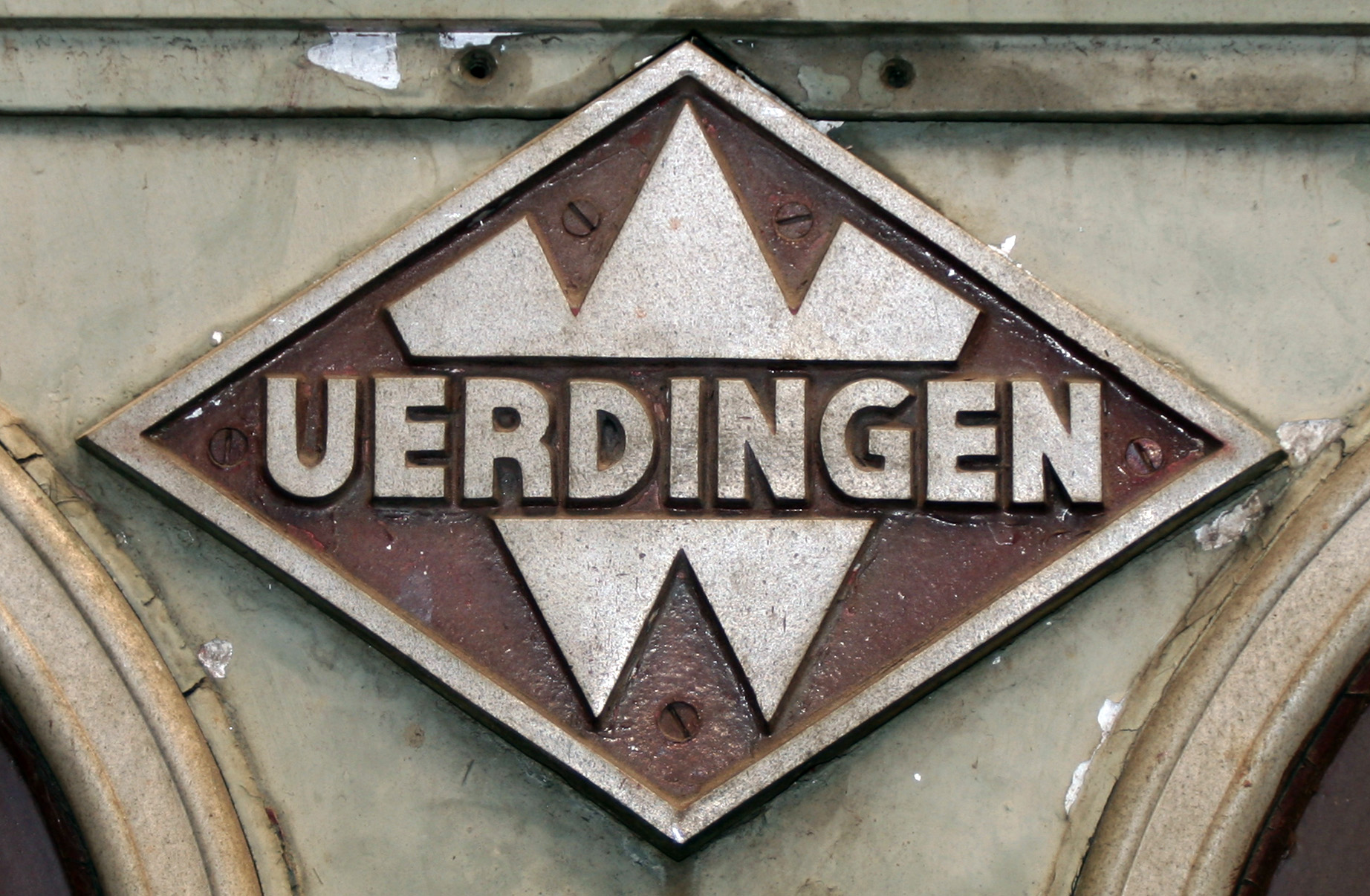
Uerdingen-logo